# Oberkrämer

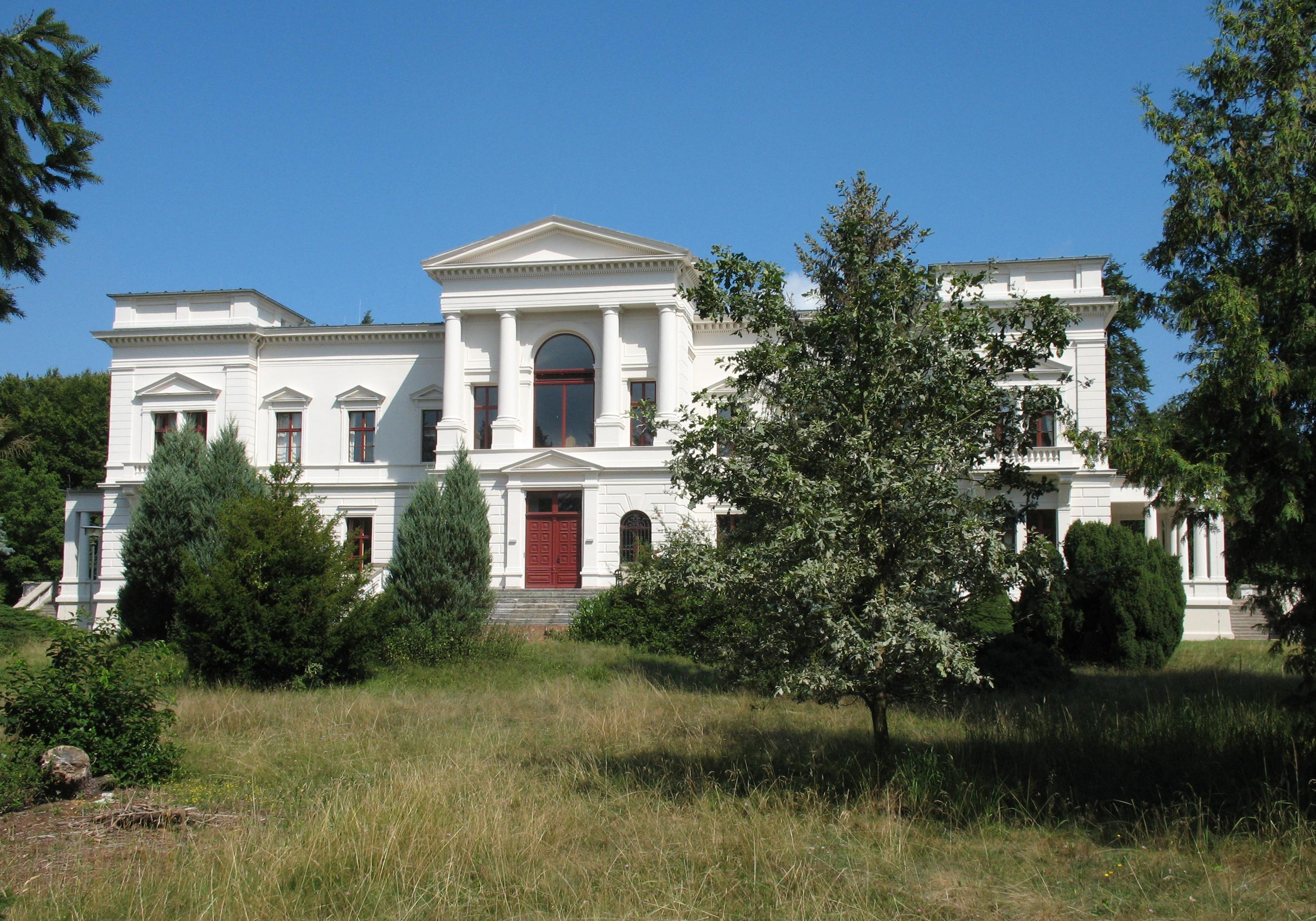
Sommerswalde

Oberkrämer is een gemeente in de Duitse deelstaat Brandenburg, en maakt deel uit van de Landkreis Oberhavel.
Oberkrämer telt 11.833 inwoners.

## Plaatsen in de gemeente Oberkrämer
- Bärenklau
- Bötzow
- Eichstädt
- Marwitz
- Neu-Vehlefanz, met Klein-Ziethen, Krämerpfuhl en Wolfslake
- Schwante
- Vehlefanz

Birkenwerder ·
Fürstenberg/Havel ·
Glienicke/Nordbahn ·
Gransee ·
Großwoltersdorf ·
Hennigsdorf ·
Hohen Neuendorf ·
Kremmen ·
Leegebruch ·
Liebenwalde ·
Löwenberger Land ·
Mühlenbecker Land ·
Oberkrämer ·
Oranienburg ·
Schönermark ·
Sonnenberg ·
Stechlin ·
Velten ·
Zehdenick